# Trio. Storia di due amiche, un uomo e la peste a Messina
Trio. Storia di due amiche, un uomo e la peste a Messina è un romanzo dell'autrice italiana Dacia Maraini del 2020.

## Genesi dell'opera
Come dichiara l'autrice nella prefazione, l'ispirazione per la storia narrata nel romanzo le venne in occasione dello scoppio della pandemia di COVID-19 in Italia nell'inverno del 2020, che le fece utilizzare delle informazioni sulla peste di Messina del 1743, raccolte negli anni Ottanta per il suo romanzo La lunga vita di Marianna Ucrìa.

## Trama
La messinese Agata e la palermitana Annuzza sono due giovani donne, amiche dai tempi dell'infanzia. Agata è sposata con l'affascinante Girolamo, da cui ha avuto la figlia Mariannina; l'uomo è attratto anche dall'amica di sua moglie, che accetta questa situazione senza che le rincresca.
Quando, nel maggio del 1743, a Messina scoppia un'epidemia di peste, Agata, Girolamo, Mariannina e la servitrice Crocifissa si trasferiscono a Castanea, fuori città. Allarmata dalla lettera che ha ricevuto da Agata, anche Annuzza lascia Palermo per trasferirsi a Casteldaccia, in una proprietà della sua famiglia. Ivi riceve la visita di suo cugino Antonio e di un amico di quest'ultimo, il giovane inglese John Kellogg, che trova essere un personaggio molto interessante.
Kellogg, interessato a vedere l'Etna, si reca a Castanea per incontrare Agata, di cui Annuzza gli ha parlato, mentre Girolamo, annoiato dalla villeggiatura forzata, raggiunge l'amica della moglie. Kellogg si ammala di peste e muore dopo una lunga agonia; anche Antonio si ammala durante un improvvido viaggio a Palermo, ma guarisce, seppur minato nel fisico. Girolamo torna da figlia e moglie, la quale lo riprende con sé come se nulla fosse successo, preferendo dividerlo con la sua migliore amica piuttosto che con una sconosciuta.

## Edizioni
- Dacia Maraini, Trio. Storia di due amiche, un uomo e la peste a Messina, La Scala, Milano, Rizzoli, 2020, ISBN 978-88-17-14954-9.
- Dacia Maraini, Trio. Storia di due amiche, un uomo e la peste a Messina, BUR, Milano, Rizzoli, 2021, ISBN 978-88-17-15748-3.